# 265 Anna
Anna /ˈænə/ (định danh hành tinh vi hình: 265 Anna) là một tiểu hành tinh điển hình ở vành đai chính. Ngày 25 tháng 2 năm 1887, nhà thiên văn học người Áo Johann Palisa phát hiện tiểu hành tinh Anna khi ông thực hiện quan sát ở Viên và hình như được đặt theo tên người con gái của nhà thiên văn học Edmund Weiss.